# 皮瑞英
皮瑞英（韓語：피서영，1946年—），美籍韩裔物理学家，波士顿大学物理学教授。她的丈夫是麻省理工学院物理系教授罗曼·贾基夫，儿子是小提琴家斯特凡·贾基夫。

## 教育经历
皮瑞英毕业于梨花女子高中。她就读于首尔大学化学系，获得了学士学位。之后，她在石溪大学获得了物理学硕士和博士学位。

## 著作
- Inflationary Cosmology (with L. Abbott) World Scientific, Singapore 1986